# Vergongheon
Vergongheon är en kommun i departementet Haute-Loire i regionen Auvergne-Rhône-Alpes i centrala Frankrike. Kommunen ligger i kantonen Auzon som tillhör arrondissementet Brioude. År 2022 hade Vergongheon 1 793 invånare.

## Befolkningsutveckling
Antalet invånare i kommunen Vergongheon
| Referens: INSEE |